# Weitnau

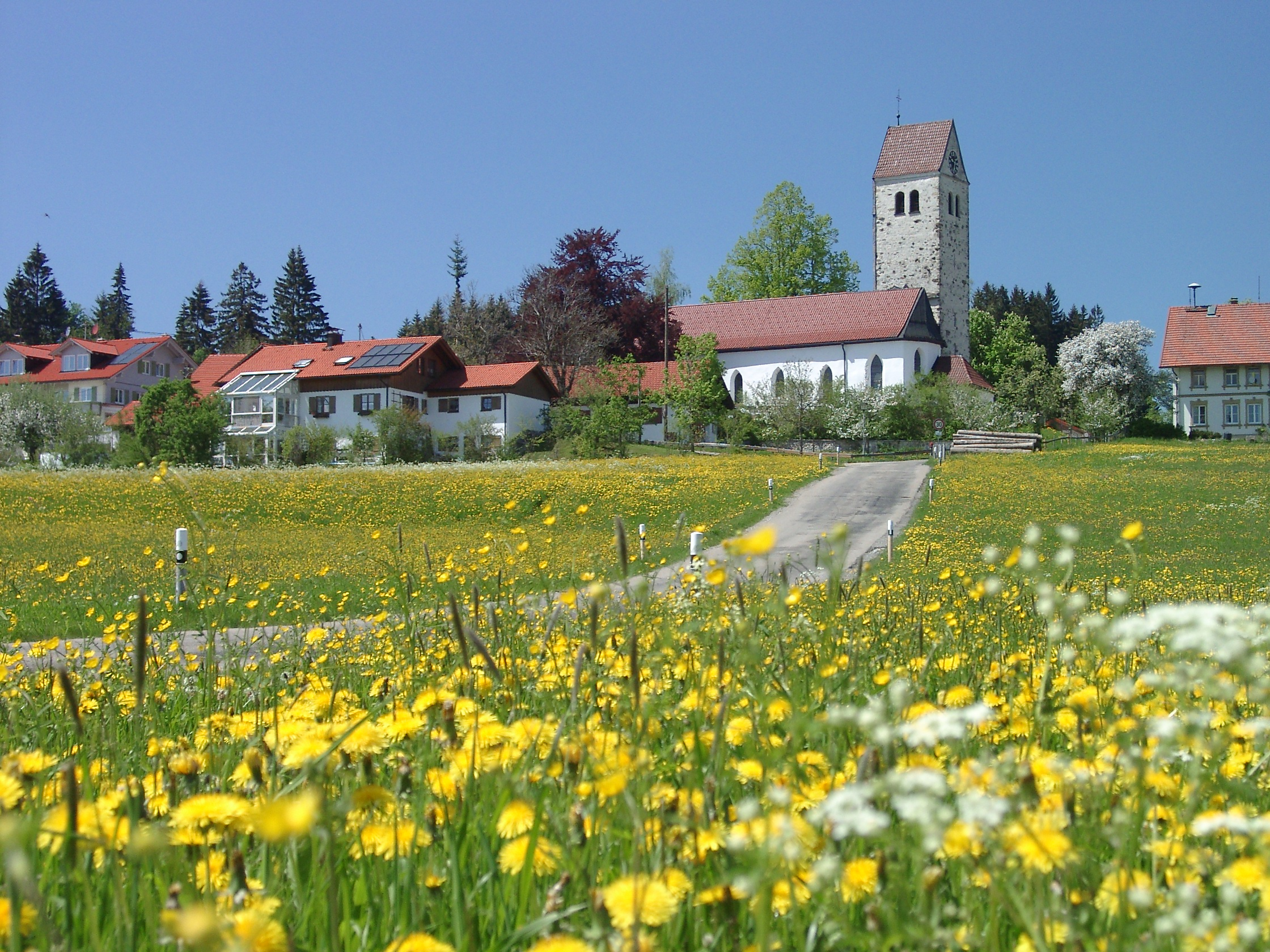
Kościół pw. św. Jerzego i Floriana (St. Georg und Florian)

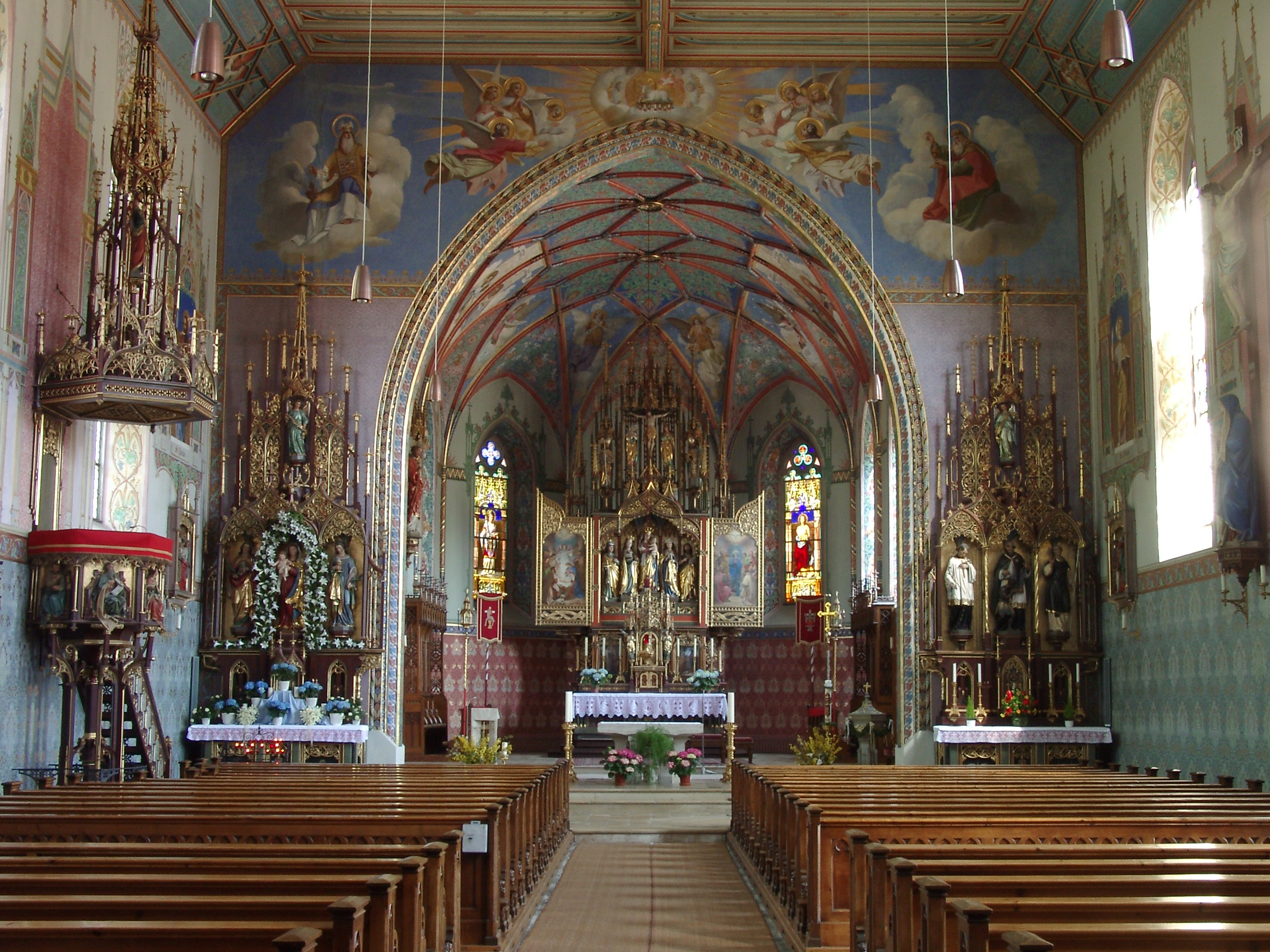
Wnętrze kościoła pw. św. Pelagii (St. Pelagius)

Weitnau – gmina targowa w południowych Niemczech, w kraju związkowym Bawaria, w rejencji Szwabia, w regionie Allgäu, w powiecie Oberallgäu, siedziba wspólnoty administracyjnej Weitnau. Leży w Allgäu, około 20 km na północny zachód od Sonthofen, przy drodze B12.

## Dzielnice
Hellengerst, Hofen, Kleinweiler, Seltmans, Sibratshofen i Weitnau.

## Demografia
| Rok  | Liczba mieszkańców |
| ---- | ------------------ |
| 1970 | 4395               |
| 1987 | 3873               |
| 2000 | 5079               |
| 2004 | 5187               |

## Polityka
Wójtem gminy jest Alexander Streicher, wcześniej urząd ten obejmował Peter Freytag. Rada gminy składa się z 20 osób.
|      | CSU/Freie Wählerschaft | SPD | FW | Zieloni/offene Grüne Liste | FW Wengen-Kleinweiler | ÜWV Seltmans-Sibratshofen | razem |
| 2008 | 7                      | 1   | 2  | 7                          | 3                     | –                         | 20    |
| 2002 | 6                      | 1   | 3  | 5                          | 3                     | 2                         | 20    |